# Gendringen
Gendringen falu Hollandia Gelderland tartományában, Oude IJsselstreek községben. 12 kilométerre délkeletre helyezkedik el Doetinchemtől, és kb. 20 kilométerre északnyugatra a németországi Bocholt városától. Gendringen lakossága 2021-ben 3955 fő volt, 2022. január 1-i adatok szerint 4455 fő.
A középkorban erődként funkcionált, amely a kölni érsek birtokai közé tartozott. 1830-ban a település nagy része leégett.

## A falu híres szülöttei
- Johannes van der Vegte (1892–1945) olimpikon evezős
- Arne Jansen (1951–2007) énekes
- Dione Housheer (1999–) világbajnok kézilabdázó

## Fordítás
- Ez a szócikk részben vagy egészben  a   Gendringen című angol Wikipédia-szócikk fordításán alapul.  Az eredeti cikk szerkesztőit annak laptörténete sorolja fel. Ez a jelzés csupán a megfogalmazás eredetét és a szerzői jogokat jelzi, nem szolgál a cikkben szereplő információk forrásmegjelöléseként.